# Oxychora spilota
Oxychora spilota là một loài bướm đêm trong họ Geometridae.